# À toute épreuve (film, 1992)
Pour les articles homonymes, voir À toute épreuve.
Pour plus de détails, voir Fiche technique et Distribution.
À toute épreuve (辣手神探, Lashou shentan) est un film d'action hongkongais réalisé par John Woo et sorti en 1992. Il met en vedette Chow Yun-fat dans le rôle de l'inspecteur Tequila Yuen (en), Tony Leung Chiu-wai en Alan, un policier infiltré, et Anthony Wong en Johnny Wong, un chef de triade.
À toute épreuve est le dernier film hongkongais de John Woo avant son départ à Hollywood. Après avoir réalisé des films mettant en scène des criminels (et ayant été critiqué pour cela), Woo voulu faire un film dans le genre des Inspecteur Harry pour glorifier la police. Après la mort du scénariste Barry Wong, le scénario du film subit des changements constants pendant le tournage. De nouveaux personnages tels que Mad Dog et Mr Woo sont introduits, tandis que l'intrigue originale d'un psychopathe empoisonnant les bébés est supprimée.
Le film sort à Hong Kong en 1992 et est un succès commercial, mais moindre que les précédents films d'action de Woo, tels que Le Syndicat du crime et The Killer. La réception des critiques occidentaux est beaucoup plus positive, de nombreux critiques et spécialistes du cinéma jugent les scènes d'action comme faisant partie des meilleures du cinéma. En 2007 sort le jeu vidéo Stranglehold qui est la suite du film et reprend le personnage de Tequila Yuen.

## Synopsis
Dans les années 1990 à Hong Kong, le policier « Tequila » Yen enquête sur des trafiquants d'armes. Lors d'une transaction portant sur la vente de trois armes à feu, Tequila intervient avec un coéquipier. Une fusillade s'engage, son coéquipier et tous les trafiquants sont tués, ainsi qu'un policier infiltré dont Tequila n'avait pas connaissance.
Tony, un policier infiltré dans un gang n'apprécie pas que Tequila intervienne de cette façon. Il travaille pour Hoi, mais est contraint de le trahir et de le tuer pour travailler avec Wong. Tequila apprend que Tony est un policier infiltré. Ils cherchent tous les deux l'entrepôt d'armes de Wong.
C'est Foxy, un informateur de Tequila qui travaille aussi pour Wong qui découvre l'emplacement de l'entrepôt en premier, mais il est démasqué par les hommes de Wong avant d'avoir pu donner l'information. Tony demande à se charger de Foxy, et glisse discrètement un briquet dans la poche de chemise, de sorte que lorsqu'il lui tire dessus quelques secondes plus tard, Foxy survit mais tombe du pont.
Gravement blessé, Foxy va retrouver Tequila et l'informe que l'entrepôt se situe sous l'hôpital Maple Group, qui appartient à Wong. Tequila se rend alors à l'hôpital avec Foxy. Tony les rejoint à l'hôpital, ils trouvent l'entrepôt, et un combat s'engage avec les trafiquants. Finalement Wong et tous ses hommes sont tués, ainsi qu'un grand nombre de patients.

## Fiche technique
Sauf indication contraire, les informations mentionnées dans cette section peuvent être confirmées par la base de données cinématographiques IMDb,  présente dans la section « Liens externes ».
- Titre francophone : À toute épreuve
- Titre original : 辣手神探 (Lashou shentan)
- Titre anglais : Hard Boiled
- Réalisation : John Woo
- Scénario : Barry Wong, John Woo et Gordon Chan (non crédité)
- Musique : Michael Gibbs
- Photographie : Wang Wing-Heng
- Montage : Jack Ah, Kai Kit-Wai, John Woo et David Wu
- Décors : James Leung
- Costumes : Janet Chan
- Production : Terence Chang (en), Linda Kuk (en) et Amy Chin
- Sociétés de production : Golden Princess Film Production et Milestone Pictures
- Distribution : Metropolitan Filmexport (France)
- Pays d'origine :  Hong Kong
- Format : couleurs - 1,85:1 - mono - 35 mm
- Genre : Action et policier
- Durée : 126 minutes
- Dates de sortie :
  - Hong Kong : 16 avril 1992
  - France : 16 juin 1993
- Classification[1] :
  - États-Unis : R
  - France : interdit aux moins de 16 ans

## Distribution
- Chow Yun-fat (VF : Michel Vigné) : « Tequila » Yuen
- Tony Leung Chiu-wai (VF : Serge Faliu) : Tony (Alan)
- Teresa Mo (VF : Déborah Perret) : Teresa Chang
- Philip Chan (VF : Pierre Hatet) : Pang
- Philip Kwok (VF : Jean-Jacques Nervest) : Mad Dog (le borgne)
- Anthony Wong (VF : Vincent Violette) : Johnny Wong
- Bowie Lam : Benny
- Bobbie Au-Yeung (en) : Lionheart
- Shui Ting Ng (VF : Mario Santini) : l'assistant de Tequila
- Kwan Hoi-san (VF : Albert Augier) : monsieur Hui
- Wei Tung (VF : Bertrand Liebert) : Foxy
- Johnson Law : Lonny
- Kong Lau (VF : Philippe Peythieu) : le directeur de l'hôpital
- John Woo : le propriétaire de la boîte de nuit (caméo)

## Production
John Woo dirige à nouveau Chow Yun-fat après Le Syndicat du crime, Le Syndicat du crime 2, The Killer et Les Associés.
Le tournage a lieu à Hong Kong.

## Accueil

### Critique
Le film reçoit des critiques globalement positives. Sur l'agrégateur américain Rotten Tomatoes, il récolte 94% d'opinions favorables pour 36 critiques et une note moyenne de 8,1⁄10. Le consensus suivant résume les critiques compilées par le site : « Bénéficiant d'une action percutante ainsi que d'une résonance émotionnelle surprenante, Hard Boiled est un thriller puissant qui frappe fort à plus d'un titre ».
En 2003, Ed Gonzalez de Slant Magazine lui donne la note maximale et écrit qu'il s'agit de l'un des meilleurs films de John Woo. Le magazine britannique Empire classe Tequila à la 33e place du classement des 100 meilleurs personnages de films.
C'est un des films préférés du réalisateur Quentin Tarantino.

### Box-office
- Hong Kong : 19 711 048 $ HK[6]
- États-Unis : 71 858 $ US[7]
- France : 85 104 entrées[7]

## Autour du film
- Tony Leung reprend des traits similaires à ceux d'Alain Delon dans Le Samouraï. Le personnage cité est d'ailleurs nommé d'après Alain Delon (Alan)[8].
- Lorsque Tequila consulte le registre des admissions à la morgue, les dates mentionnent toutes l'année 1991 (année du tournage) alors que le film se déroule en 1997.

## Distinctions
- Prix des meilleurs décors et nomination au prix du meilleur film, lors du MystFest 1992.
- Prix du meilleur montage et nomination au prix du meilleur second rôle masculin (Tony Leung), lors des Hong Kong Film Awards 1993.

## Jeu vidéo
Le jeu vidéo Stranglehold (2007) est inspiré de ce film, et en est la suite. Le réalisateur chinois a d'ailleurs collaboré au projet.